# A.J. McLean
Alexander James "AJ" McLean (født 9. januar 1978) er en amerikansk musiker, sanger, danser, skuespiller og entertainer. Han er medlem af Backstreet Boys .

## Liv og karriere

### Tidlige liv
McLean blev født i West Palm Beach, Florida af Bob og Denise (født Fernandez) McLean. Han er af latino og tysk afstamning på sin mors side og skotsk, irsk og engelsk på sin fars side. Hans forældre blev skilt, da AJ var fire år gammel.  I januar 1986 da han var 8 år gammel, spillede han med i sin første rolle som Lille Mike i filmen Truth or Dare . 
I 1990 flyttede han til Orlando, Florida med sin mor og bedsteforældre for at koncentrere sig om sin skuespiller - og sangkarriere. Han forlod high school for at forfølge sin showbusiness-karriere.

### Misbrug og familie
McLean havde et stof-og alkoholmisbrug, som han gik til afvænning for i 2001 (og igen i 2002) efter ønske fra bandmedlem Kevin Richardson. Under et interview med den new zealandske radiostation ZM, beskrev McLean sin afhængighed som det sværeste, han nogensinde har skullet gå igennem, idet det er noget, han kæmper med hver dag.  Han tjekkede ind på en afvænningsklinik for 3. gang den 10. januar 2011 på grund af "personlige årsager", som sandsynligvis er relateret til hans alkoholmisbrug.  Som forberedelse til NKOTB og Backstreet Boys tour, har McLean sagt; "Jeg vil være sund og performe og synge for folk som (jeg) allerbedst kan. " Hans tid i rehab påvirkede ikke tour'en. 
AJ giftede sig med Rochelle Deanna Karidis, som han krediterer for at hjælpe ham med at overvinde sin afhængighed, den 17. december 2011 i Beverly Hills, Californien.  Resten af Backstreet Boys, Nick Carter , Howie Dorough , Brian Littrell , og Kevin Richardson var til stede. 
Den 29. april 2012 annoncerede AJ og Rochelle, at de venter en baby , en pige, der skal hedde Ava Jaymes McLean. 